# Katharina Domschke
Katharina Domschke (* 1978 in Erlangen) ist eine deutsche Psychiaterin. Seit 2016 ist sie Professorin an der Albert-Ludwigs-Universität Freiburg und Ärztliche Direktorin der Klinik für Psychiatrie und Psychotherapie am dortigen Universitätsklinikum.

## Leben
Katharina Domschke studierte von 1997 bis 2004 Medizin an der Westfälischen Wilhelms-Universität Münster und am Trinity College Dublin, Irland. Von 2001 bis 2002 studierte sie Psychologie an der Boston University (USA) mit Abschluss Master of Arts (M.A.).
2004 erhielt sie ihre Approbation als Ärztin und promovierte zum Dr. med. an der Wilhelms-Universität Münster.
Domschke arbeitete als Assistenzärztin 2005 an der Klinik und Poliklinik für Psychiatrie und Psychotherapie des Universitätsklinikums Bonn und von 2005 bis 2010 an der Klinik und Poliklinik für Psychiatrie und Psychotherapie des Universitätsklinikums Münster, mit zwischenzeitlichem Wechsel für ein Jahr in die dortige Klinik für Neurologie. Sie habilitierte sich 2008 an der Westfälischen Wilhelms-Universität Münster. 2010 erwarb sie einen PhD an der Universität Maastricht in den Niederlanden.
2010 wurde Domschke außerplanmäßige Professorin der Medizinischen Fakultät Münster, 2012–2016 hatte sie eine W2-Professur für Psychiatrie an der Julius-Maximilians-Universität Würzburg, zugleich war sie am Universitätsklinikum Würzburg von 2012 bis 2014 Oberärztin, danach bis 2016 Stellvertretende Direktorin der Klinik für Psychiatrie, Psychosomatik und Psychotherapie.
Im Jahr 2016 wurde sie Lehrstuhlinhaberin für Psychiatrie an der Albert-Ludwigs-Universität Freiburg und Ärztliche Direktorin an der Klinik für Psychiatrie und Psychotherapie des Universitätsklinikums Freiburg.
Besonderer Schwerpunkt von Domschkes Forschung ist die Vorhersage und Therapie von Angststörungen, dabei insbesondere die Wechselbeziehungen zwischen Genen und Umwelt (Epigenetik).
2017 wurde sie Mitglied der Nationalen Akademie der Wissenschaften Leopoldina. Sie erhielt mehrere Auszeichnungen für ihre Forschungen, so den Forschungspreis der „World Federation of Societies of Biological Psychiatry“.
Domschke ist Vorstandsmitglied der Deutschen Gesellschaft für Psychiatrie und Psychotherapie, Psychosomatik und Nervenheilkunde (DGPPN), zweite Vorsitzende der Gesellschaft für Angstforschung (GAF) e.V. und Herausgeberin der Zeitschrift Der Nervenarzt.

## Ehrungen und Auszeichnungen
- seit 2017: Mitglied der Nationalen Akademie der Wissenschaften Leopoldina[8]
- 2016: Albert Kölliker‐Lehrpreis der Medizinischen Fakultät, Julius‐Maximilians‐Universität Würzburg
- 2015: Preis zur Erforschung von psychischen Erkrankungen der Deutschen Gesellschaft für Psychiatrie und Psychotherapie, Psychosomatik und Nervenheilkunde (DGPPN)[9]
- 2014: Forschungspreis der Deutschen Gesellschaft für Biologische Psychiatrie (DGBP)
- 2013: Fellowship Award des European College of Neuropsychopharmacology (ECNP)
- 2011–2016 Mitglied der Jungen Akademie der Nationalen Akademie der Wissenschaften Leopoldina und der Berlin‐Brandenburgischen Akademie der Wissenschaften (BBAW)
- 2011: Ingrid zu Solms‐Wissenschaftspreis für Medizin[10]
- 2011: Research Award der World Federation of Societies of Biological Psychiatry (WFSBP)
- 2009: Fellowship Award der World Psychiatric Association (WPA)
- 2009: Wissenschaftspreis des Deutschen Ärztinnenbundes (DÄB)[11]

## Veröffentlichungen
Bücher
- Katharina Domschke, Peter Zwanzger: Das Alphabet der Angst – 200 Fakten rund um unsere wichtigste Emotion. Verlag Herder, 2025, ISBN 978-3-451-60886-5.
- Katharina Domschke: Angst in der Kunst. Ikonografie einer Grundemotion. Kohlhammer, 2019, ISBN 978-3-17-035150-9.
- Borwin Bandelow, Katharina Domschke, David Baldwin: Panic Disorder and Agoraphobia. Oxford University Press, 2013, ISBN 978-0-19-956229-9.

Buchbeiträge (Auswahl) 
- K. Domschke, J. Hoyer: Angsterkrankungen (ICD-10 F4). In: U. Voderholzer, F. Hohagen (Hrsg.): Therapie psychischer Erkrankungen – State of the Art. 12. Auflage. Urban & Fischer, München 2018, ISBN 978-3-437-24911-2.
- M. A. Schiele, K. Domschke: Prävention von Angsterkrankungen. In: P. Zwanzger (Hrsg.): Angst: Medizin. Psychologie. Gesellschaft. Medizinisch Wissenschaftliche Verlagsgesellschaft, Berlin 2018, ISBN 978-3-95466-406-1.
- M. G. Gottschalk, K. Domschke: Genetische Aspekte in der Ätiologie und Therapie von Angsterkrankungen. In: P. Zwanzger (Hrsg.): Angst: Medizin. Psychologie. Gesellschaft. Medizinisch Wissenschaftliche Verlagsgesellschaft, Berlin 2018, ISBN 978-3-95466-406-1.
- J. Angenendt, U. Frommberger, K. Domschke: Angststörungen. In: M. Berger (Hrsg.): Psychische Erkrankungen: Klinik und Therapie. 6. Auflage. Urban & Fischer, 2018, ISBN 978-3-437-22485-0.
- K. Domschke, C. Jacob, A. Gajewska, B. Warrings, J. Deckert: Genetik von Angststörungen. In: R. Rupprecht, M. Kellner (Hrsg.): Angststörungen. Klinik, Forschung, Therapie. Kohlhammer Verlag, Stuttgart 2012, ISBN 978-3-17-021085-1, S. 118–138.

Artikel in Fachzeitschriften (Auswahl) 
- K. Domschke u. a. (2024), The definition of treatment resistance in anxiety disorders: a Delphi method-based consensus guideline. World Psychiatry 23, S. 113–123.
- K. Domschke u. a. (2017), Neuropeptide S Receptor Gene Variation Differentially Modulates Fronto-Limbic Effective Connectivity in Childhood and Adolescence. Cerebral Cortex 27, S. 554–566.
- C. Ziegler, (…) K. Domschke (2016), MAOA gene hypomethylation in panic disorder-reversibility of an epigenetic risk pattern by psychotherapy. Translational Psychiatry 6, e773.
- C. Ziegler, (…) K. Domschke (2015), Oxytocin receptor gene methylation: converging multilevel evidence for a role in social anxiety. Neuropsychopharmacology 40, S. 1528–38.
- K. Domschke u. a. (2012), ADORA2A Gene variation, caffeine, and emotional processing: a multi-level interaction on startle reflex. Neuropsychopharmacology 37, S. 759–69.
- K. Domschke u. a. (2011), Neuropeptide S receptor gene - converging evidence for a role in panic disorder. Molecular Psychiatry 16, S. 938–48.